# Esclozas
Charles Esclozas (parfois Esclosas) (circa 1796-1839) est un calligraphe français actif dans le deuxième quart du XIXe siècle.

## Biographie
Il est né à Lyon vers 1796, fils de M. Esclozas, maître de mathématiques et ancien professeur de physique aux collèges de Lyon et de Marseille. Il y suit un apprentissage auprès de Régal et commence là une carrière diverse liée à l'écriture :
- premier commis au Bureau du secrétariat de la ville de Lyon, en 1823-1839.
- professeur de calligraphie à l'École spéciale de commerce de Lyon (1823) ; professeur de grammaire et écriture à l'École de La Martinière (1834-1839).
- maître d'écriture, en cours particuliers donnés à son domicile, au 2 de la rue Poulaillerie. Il reprit la clientèle de M. Chavard, grand calligraphe lyonnais (1823).
- expert-écrivain auprès des cours et tribunaux de Lyon, « pour les écritures et signatures contestées en justice », en particulier pour des affaires relatives à l'authenticité de testaments (1825-1830).

Il disparut à Lyon en décembre 1839, s'étant probablement noyé à la suite d'une aliénation mentale : voir la recherche dans l'intérêt des familles, donnée par le préfet de Lyon le 21 décembre 1839.

## Expositions
Dès 1816, il exposa dans différents quartiers de Lyon, et en particulier au coin de la rue Poulaillerie et au café Moka « des modèles d'écriture de sa composition. Les connaisseurs remarquent la beauté de ses traits et de ses majuscules, et le plaisir qu'offre à l'œil la régularité de son écriture. Tout annonce en lui un artiste fort distingué, qui saura mériter l'estime et la confiance dont son père a joui dans notre ville » (Journal politique et littéraire du département du Rhône, 10 septembre 1816, p. 1).
En 1828, il participa à l'exposition de tableaux de l'école lyonnaise sise au Palais des Arts, à Lyon, où il présenta cinq œuvres : « Tout le monde s'arrête également devant les tableaux et pièces d'écriture de M. Esclozas, maître écrivain (...) ; nous dirons cependant que son testament de Louis XVI et sa Lettre de Marie Antoinette n'ont pas autant de netteté que ses trois autres tableaux ». 
En octobre 1831, il exposa au Palais du commerce et des arts les œuvres suivantes  : 
- écriture ronde : la nouvelle Charte des Français.
- écriture anglaise : l'adresse présentée par la ville de Lyon, à Sa Majesté Louis-Philippe, à son avénement au trône.
- divers morceaux de poésie, en différents genres d'écriture.
- écriture gothique : le récit de la mort d'Hippolyte, de Racine.
- collection de majeures exécutées à main levée, la plume tenue en situation naturelle.
- collection de majeures faites la plume tenue en situation inverse.

Autre exposition au même lieu en novembre 1833, où Charles Esclozas exposa « six tableaux d'écritures en tous genres » 
On connaît de lui une grande carte de visite professionnelle, gravée, non datée mais datant de sa période lyonnaise. Il habitait alors au 2 rue de la Poulaillerie.

## Séjour à Paris
Il séjourna quelque temps à Paris vers 1830 pour prendre des leçons auprès du calligraphe Bertrand et reçut de ce maître un brevet de capacité en calligraphie.

## Œuvres
- Copies de documents historiques : un Testament de Louis XVI et une Lettre de Marie-Antoinette, cité dans l'Exposition de 1828 (voir ci-dessus).
- Avignon BM : Ms. 1070, f. 45 : exemple signé Esclozas.
- Modèle d'écriture, écrit à Lyon, sans date. 1 f., 21,5 x 28,5 cm, signé à la fin à l'encre et plus bas au crayon. Prov. "Collection Edgard Fournier no 203". Musée national de l'Éducation : inv. 1979.34870.1. Cf. la base Mnemosyne, voir ici.
- Mediavilla cite dans une collection privée une pièce à l'encre bleue sur papier datée 1832 (reproduite dans Mediavilla p. 312).